# Crown Jewel (2024)
Crown Jewel 2024 là sự kiện đấu vật chuyên nghiệp do công ty WWE của Hoa Kỳ sản xuất. Đây là Crown Jewel thứ sáu và diễn ra vào thứ Bảy, ngày 2 tháng 11 năm 2024, tại Mohammed Abdo Arena ở Riyadh, Ả Rập Xê Út như một phần của Riyadh Season. Sự kiện được phát sóng thông qua hình thức trả tiền theo lượt xem (PPV) và phát trực tiếp và được tổ chức chủ yếu cho các đô vật từ các thương hiệu Raw và SmackDown, với một trận đấu có sự tham gia của các đô vật từ thương hiệu NXT. Đây là sự kiện thứ 12 mà WWE tổ chức tại Ả Rập Xê Út theo quan hệ đối tác kéo dài 10 năm nhằm hỗ trợ cho Saudi Vision 2030.
Sáu trận đấu đã diễn ra tại sự kiện này. Sự kiện này xoay quanh việc trao vương miện cho Nhà vô địch Crown Jewel đầu tiên của nam và nữ, được tranh tài giữa các nhà vô địch thế giới nam và nữ của Raw và SmackDown để xác định "người giỏi nhất trong số những người giỏi nhất" của WWE. Trong trận đấu tâm điểm, SmackDown's Undisputed WWE Champion Cody Rhodes đã đánh bại World Heavyweight Championship Gunther của Raw để giành chức vô địch WWE Crown Jewel Championship đầu tiên. Trong những trận đấu nổi bật khác, Raw Women's World Champion Liv Morgan đã đánh bại SmackDown WWE Women's Champion Nia Jax để giành chức vô địch WWE Women's Crown Jewel Championship đầu tiên, LA Knight đã đánh bại Andrade và Carmelo Hayes để giữ lại SmackDown United States Championship, và trong trận mở màn, The Bloodline (Solo Sikoa, Jacob Fatu và Tama Tonga) đã đánh bại Roman Reigns và The Usos (Jey Uso và Jimmy Uso) trong trận đấu đồng đội sáu người.

## Sản xuất
Đầu năm 2018, tổ chức quảng bá đấu vật chuyên nghiệp của Mỹ WWE đã bắt đầu mối quan hệ đối tác chiến lược đa nền tảng kéo dài 10 năm với Bộ Thể thao (trước đây là Tổng cục Thể thao) để hỗ trợ Tầm nhìn Saudi 2030, chương trình cải cách kinh tế và xã hội của Ả Rập Xê Út. Crown Jewel sau đó được thành lập vào cuối năm đó như một trong những sự kiện định kỳ trong quan hệ đối tác này sẽ được tổ chức tại Riyadh, Ả Rập Xê Út, vào cuối tháng 10 đến đầu tháng 11. Được công bố chính thức vào ngày 25 tháng 5 năm 2024 tại sự kiện King and Queen of the Ring, Crown Jewel tổ chức lần thứ sáu và là sự kiện tổng thể lần thứ 12 trong quan hệ đối tác Ả Rập Xê Út, dự kiến sẽ được tổ chức vào Thứ Bảy, ngày 2 tháng 11 năm 2024. Sự kiện này được phát sóng dưới hình thức trả tiền cho mỗi lượt xem trên toàn thế giới và sẽ được phát trực tiếp trên Peacock ở Hoa Kỳ và WWE Network ở hầu hết các thị trường quốc tế, đồng thời sẽ có sự góp mặt của các đô vật từ bộ phận thương hiệu Raw và SmackDown.

## Kết quả
| #                                           | Kết quả | Thể loại                                                              | Thời gian |
| ------------------------------------------- | --- | --------------------------------------------------------------------- | --------- |
| 1                                           | The Bloodline (Solo Sikoa, Jacob Fatu và Tama Tonga) (đi cùng với Tonga Loa) đánh bại Roman Reigns và The Usos (Jey Uso và Jimmy Uso) bằng cách ghim                   | Trận đấu đồng đội sáu người                                           | 16:35     |
| 2                                           | Bianca Belair và Jade Cargill (c) đánh bại Damage CTRL (Kairi Sane và Iyo Sky), Meta-Four (Lash Legend và Jakara Jackson), Chelsea Green và Piper Niven bằng cách ghim | Trận đấu đồng đội tay bốn tranh đai WWE Women's Tag Team Championship | 12:00     |
| 3                                           | Seth "Freakin" Rollins đánh bại Bronson Reed bằng cách ghim | Trận đấu đơn                                                          | 12:20     |
| 4                                           | Liv Morgan (Raw's Women's World Champion) đánh bại Nia Jax (SmackDown's WWE Women's Champion) bằng cách ghim                                                           | Trận đấu đơn tranh WWE Women's Crown Jewel Championship               | 8:15      |
| 5                                           | LA Knight (c) đánh bại Andrade và Carmelo Hayes bằng cách ghim | Trận đấu tay ba tranh đai WWE United States Championship              | 9:10      |
| 6                                           | Cody Rhodes (SmackDown's Undisputed WWE Championship) đánh bại Gunther (Raw's World Heavyweight Champion) bằng cách ghim                                               | Trận đấu đơn tranh WWE Crown Jewel Championship                       | 23:00     |
| - (c) – chỉ người vô địch bước vào trận đấu | |                                                                       |           |